# 1636
1636 (MDCXXXVI) fue un año bisiesto comenzado en martes, según el calendario gregoriano.

## Acontecimientos
- 1 de enero:[1] Anthony van Diemen es nombrado Gobernador general de las Indias Orientales Neerlandesas.
- 26 de marzo: Fundación de la Universidad de Utrecht (Utrecht, Países Bajos)
- 6 de mayo:[2] en la India, el Sultanato de Bijapur firma un tratado de paz con Sha Jahan con el que reconoce la soberanía del poderoso Imperio mogol.
- 15 de mayo:[nota 1][3] Proclamación de la Dinastía Qing, última de la China Imperial (hasta 1912). Hung Taiji cambia oficialmente el nombre del Estado Jin (establecido en 1616) a Qing (清, puro) y se proclama Huangdi (Emperador), abandonando su antiguo título de Kan. Se consolida una nueva comunidad Yurchen, desde entonces conocida como Manchú.
- 22 de junio:[nota 2][4] en Japón, el Shogunato Tokugawa publica un decreto que pone en práctica la política Sakoku de aislamiento total. El país expulsará a los últimos europeos en 1639, y no volverá a abrirse al extranjero hasta 1853 (Bakumatsu).
- 8 de septiembre: Fundación de la Universidad de Harvard (Massachusetts, Estados Unidos).
- 9 de diciembre: Invasión Qing de Corea, la cual se convierte en un Estado tributario.
- En Etiopía, el emperador Fasilides funda la ciudad de Gondar.
- Francia entra a la Guerra de los Treinta Años.

## Fallecimientos
- 22 de febrero: Santorio Santorio, médico italiano (n. 1561)
- 17 de marzo: Pietro Paolo Bonzi, el Gobbo dei Carracci, pintor italiano (n. 1576)
- 14 de junio: Jean de Saint-Bonnet, mariscal de Francia (n. 1585)
- 6 de diciembre: Giovanni da San Giovanni, pintor italiano (n. 1592)